# Кухарик Олег Володимирович
Олег Володимирович Кухарик (нар. 25 квітня 1997) — український спортсмен, веслувальник-байдарочник, чемпіон світу, бронзовий призер чемпіонату світу та срібний призер чемпіонату Європи.
Навчається в магістратурі Миколаївського національного університеу імені В.О.Сухомлинського на факультеті фізичної культури та спорту

## Кар'єра
У 2016 році був дуже близьким до потрапляння на Олімпійські ігри в Ріо-де-Жанейро, однак у парі з Віталієм Цурканом на дистанції 1000 метрів фінішував другим на кваліфікаційному етапі Кубка світу, коли квоту получав лише переможець заїзду.
У 2017 році спортсмен відзначився успішними виступами в байдарці-одиночці на дистанції 500 метрів, ставши чемпіоном Європи та світу серед молоді, та здобувши бронзову нагороду на дорослому чемпіонаті світу. Окрім цього переміг на молодіжному чемпіонаті Європи на дистанції 1000 метрів.
У 2019 році на II Європейських іграх в парі з Олександром Сиромятниковим виборов срібну нагороду на дистанції 1000 м .

## Державні нагороди
- Орден «За заслуги» II ст. (7 вересня 2023) — За досягнення високих спортивних результатів на III Європейських іграх у м.Кракові (Республіка Польща), виявлені самовідданість та волю до перемоги, піднесення міжнародного авторитету України.[4]
- Орден «За заслуги» III ст. (15 липня 2019) — За досягнення високих спортивних результатів II Європейських іграх у м.Мінську (Республіка Білорусь), виявлені самовідданість та волю до перемоги, піднесення міжнародного авторитету України[5]